# 磨坊温泉长廊

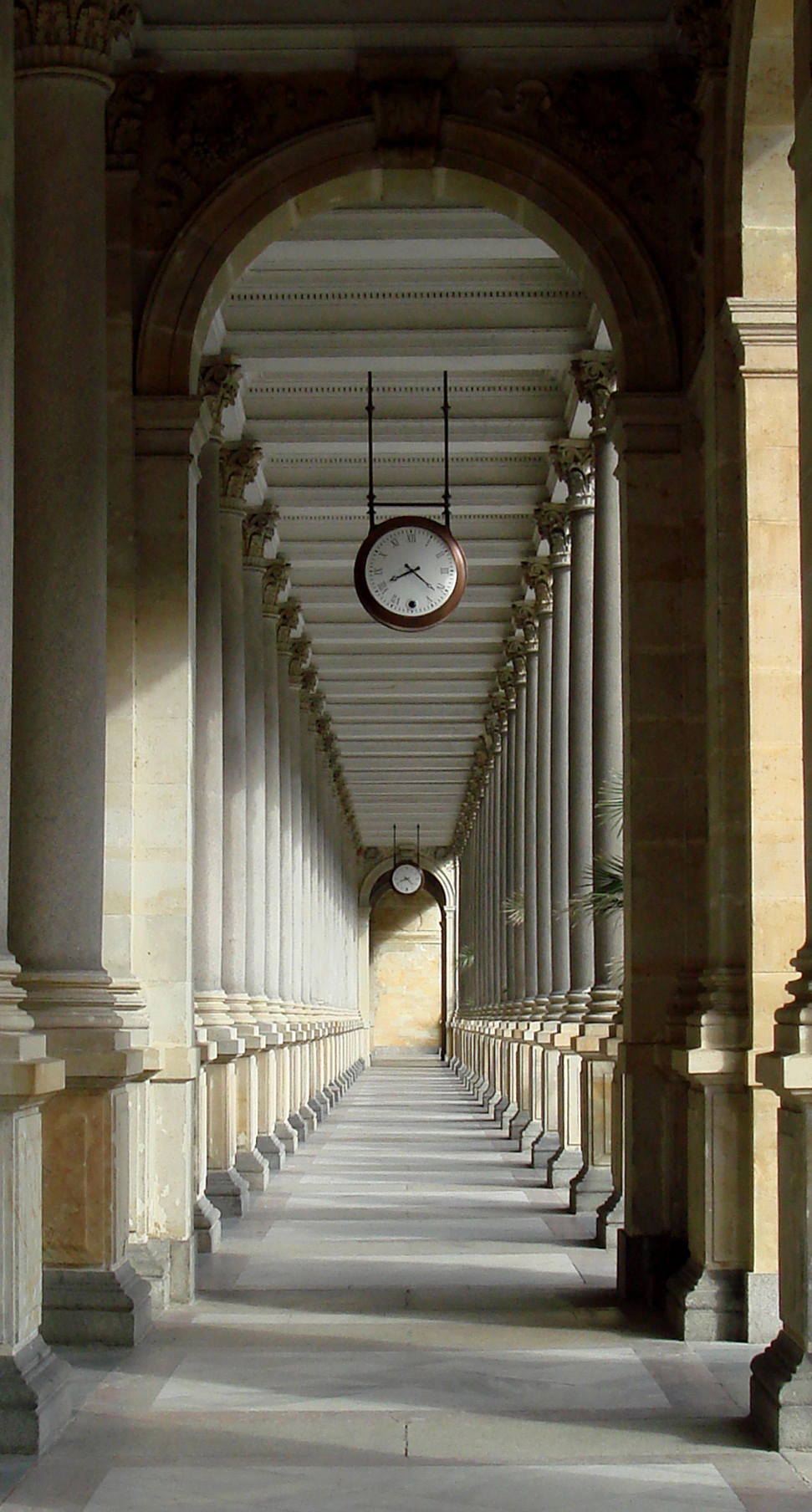
柱廊

温泉长廊 (捷克語：Mlýnská kolonáda) 是一个巨大的柱廊，包含若干温泉，位于捷克共和国的温泉城市卡罗维发利。这座建筑是该市的传统标志之一。

## 设计
这座新文艺复兴建筑有2条走道，长132米，阔13米。有124根科林斯圆柱。柱廊上的12个雕塑代表一年的12个月。设有乐队池，供温泉乐队定时演奏免费音乐会。  
这座建筑由设计布拉格民族剧院的建筑师Josef Zítek设计，建于1871-1881年。最初的设计为2层，后来因缺乏资金而改为1层。工程进度很慢，花费越来越高。这座建筑起初受到批评，比作胡萝卜床或者保龄球场；到它完成时，许多人认为它玷污了市中心。  
1893年长廊进行扩展，以包括岩石温泉。1982年，这座建筑进行了重建，1995-1996年，乐队空间加上了描绘卡罗维发利历史的石雕历史纪念碑。到1949年，温泉长廊前的一段Tepla河上架桥，形成一个广场。

## 温泉

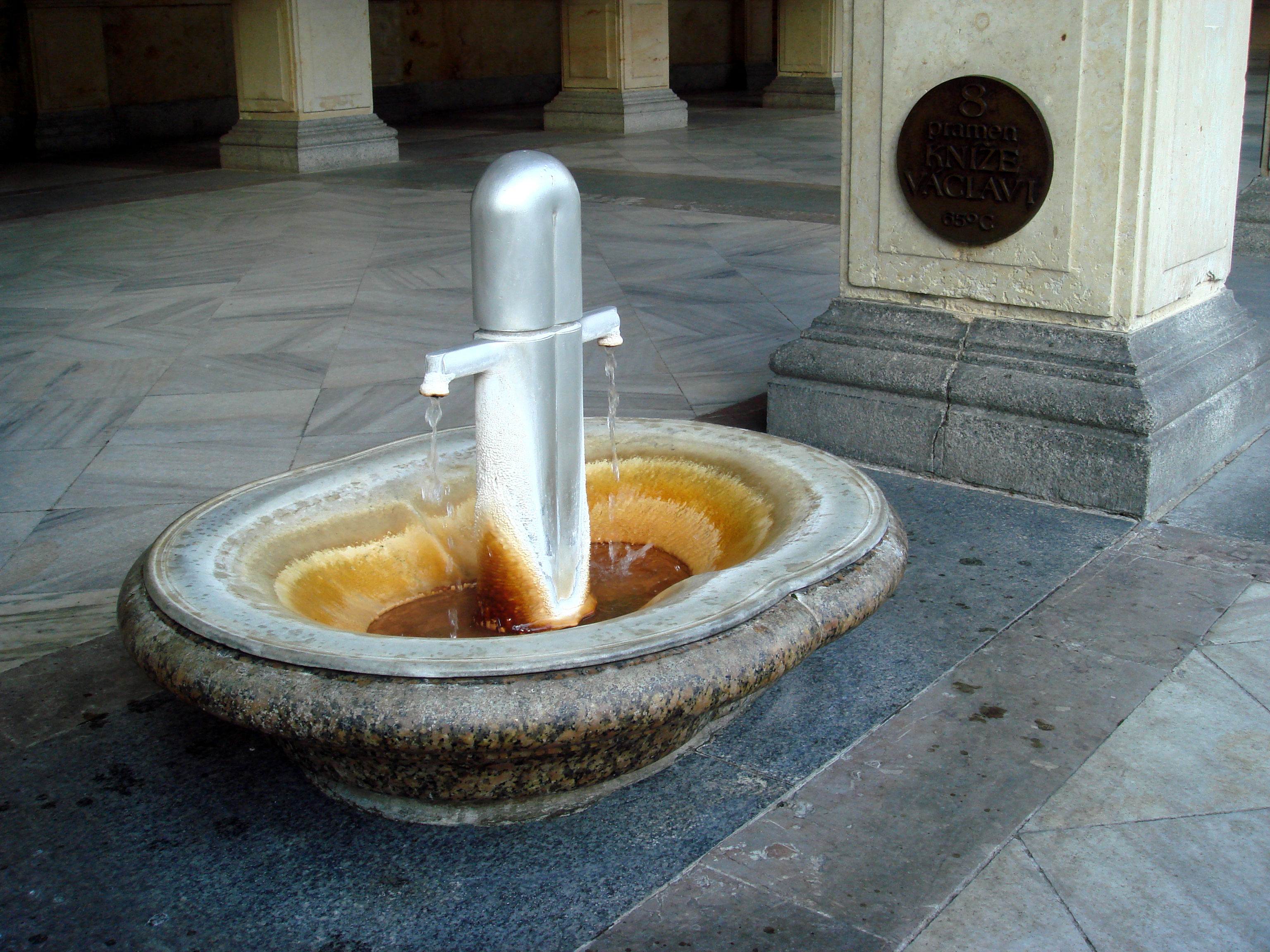
瓦茨拉夫一世亲王温泉

卡罗维发利有13个主要的温泉，其中5个都在温泉长廊：
- 磨坊温泉（捷克語：Mlýnský pramen），56°C，16世纪起用于治疗，它的水曾经在店里销售[2]，得名于过去此处的一座磨坊[1]。
- 岩石温泉（捷克語：Skalní pramen)，53°C
- Libuše 温泉，62°C，由4个小温泉合并而成，原名伊丽莎白的玫瑰温泉[2]。
- Nymph 温泉（捷克語：Rusalka pramen), 60°C，1945年以前称为新温泉[2]
- 瓦茨拉夫亲王温泉一世，65°C，原是水量最大的温泉，曾用于制造药盐。瓦茨拉夫亲王温泉二世，58°C，来自同一源头[2]

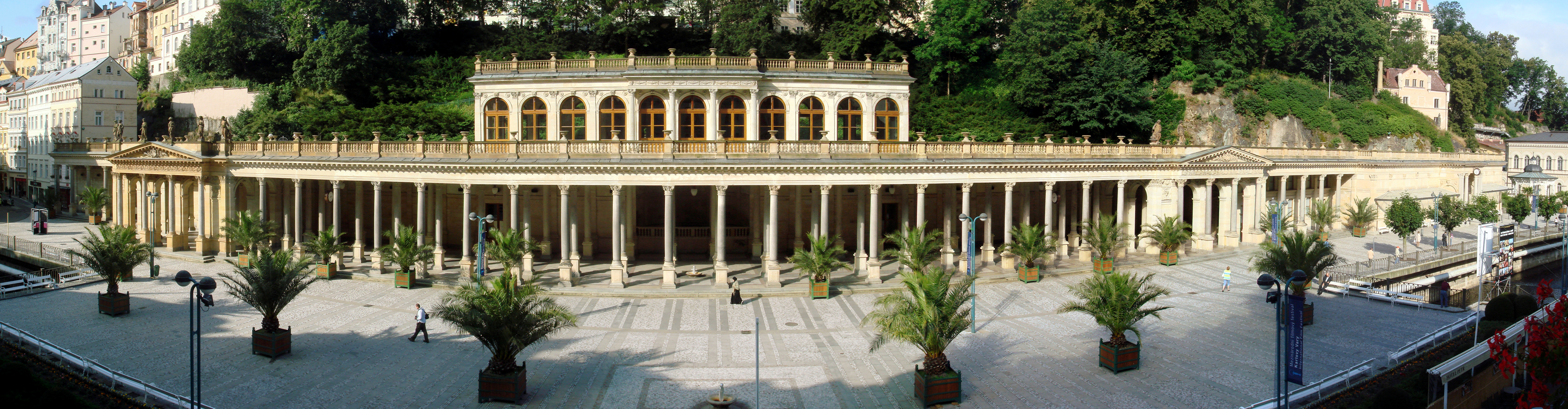
温泉长廊